# Filtrazione a tessuto
La filtrazione a tessuto è un'operazione di depurazione dei gas effettuata facendo filtrare l'aria attraverso filtri in tessuto. È un processo dedicato al trattamento dei fumi e/o di effluenti gassosi in cui siano presenti inquinanti sotto forma di piccole particelle. 
Il processo di filtrazione deve tener conto di numerose variabili:
- con riferimento al tipo di inquinante, deve considerarne la concentrazione e il livello di abbattimento da raggiungere
- con riferimento alle polveri, la dimensione, la forma, il peso delle particelle e le proprietà elettriche
- con riferimento al flusso che veicola le polveri, la sua velocità e la presenza o meno di umidità.

A partire da questa molteplicità di fattori, l'attuale tendenza è quella di predisporre in serie più unità, ciascuna destinata a uno o più inquinanti con caratteristiche simili. Inoltre, le soluzioni di abbattimento sono studiate e progettate ad hoc in base al processo industriale inquinante.

## Meccanismo
I dispositivi filtranti a tessuto impiegati sono generalmente formati da un mezzo filtrante e una struttura di supporto, da un involucro esterno a tenuta, da un sistema di pulizia del tessuto dallo strato di polvere accumulatosi e da una serie di tramogge per la raccolta delle polveri.
Il principio di funzionamento è tuttavia analogo, e si articola nei seguenti passaggi:
1. Il flusso di gas attraversa il tessuto, che blocca e cattura le polveri, polveri che a loro volta formano uno strato di particolato sulla superficie del filtro;
2. In generale, l'aria carica di polveri entra dalla parte inferiore, poco sopra le tramogge; risale lungo i filtri attraversandoli dall'esterno all'interno. Il passaggio attraverso il tessuto determina, grazie all'azione congiunta di diversi meccanismi, il depolveramento della corrente gassosa in uscita dagli scarichi posti nella parte superiore dell'apparecchiatura.
3. Lo strato crescente di polvere sul tessuto determina un aumento dell'efficienza filtrante, ma per contro anche un incremento delle perdite di carico

Sono necessari periodici interventi di pulizia per liberare i tessuti.

## Tipologie di filtri
I filtri si suddividono in base alla disposizione del tessuto secondo le seguenti principali configurazioni:
- filtri a maniche: si tratta di una serie di tubi di tessuto chiusi ad un'estremità
- filtri a tasche: singoli filtri a forma di busta, con un'estremità aperta
- filtri a pannelli pieghettati: filtri a sezione stellare, la cui peculiarità è quella di offrire una maggiore superficie a disposizione per il filtraggio.

## Materiali
La scelta del materiale filtrante è legata alle caratteristiche chimiche e fisiche dell'effluente gassoso da trattare, alte temperature, ad esempio, portano ad escludere le fibre naturali ed alcune fibre sintetiche.
I principali materiali impiegati sono: naturali (lana, cotone) e sintetici. Questi ultimi danno elevate caratteristiche di resistenza meccanica, chimica e termica a scapito di costi maggiori.
Dal punto di vista della fattura, possono essere tessuti o feltri agugliati: i primi sono strutturati con un ordito e una trama in cui sono inserite le fibre più corte, i secondi sono composti da fibre alla rinfusa attorcigliate e pressate.
I tessuti trovano larga applicazione per basse velocità di filtrazione, mentre i feltri per velocità maggiori (oltre 1,5 m/s). Il tessuto trattiene in superficie le particelle relativamente grandi
generando uno strato che funge anch'esso da ulteriore filtro; il teflon risulta più efficiente rispetto al tessuto per quanto concerne la rimozione delle particelle aventi granulometria fine.

## Applicazioni
È il processo industriale più diffuso per la depolverazione dell'aria, grazie all'alta efficienza di separazione. Il processo è principalmente impiegato in:
- industria chimica
- industria cartaria
- impianti di processo
- fonderie e acciaierie
- industria ceramica
- cementifici

I campi di applicazione sono principalmente:
- depurazioni spinte per granulometrie fini (come nel caso di microinquinanti condensabili)
- trattamento di gas compatibili con tessuti disponibili (aggressività chimica, termica e meccanica)
- concentrazioni polveri non troppo elevate (< 20 g/m3).

L'effetto filtrante è dato dal contributo delle caratteristiche del tessuto e l'effetto dello strato di polvere già adeso alla superficie. I meccanismi che intervengono possono essere così riassunti:
- effetto di vaglio o setaccio: le particelle vengono separate, su un mezzo filtrante poroso, in base alla dimensione del loro diametro
- effetto di intercettazione o sbarramento: le particelle vengono separate se la distanza delle fibre è inferiore al raggio della particella
- effetto di inerzia o collisione: la particella a causa dell'effetto d'inerzia, anziché seguire la deviazione del flusso dell'aria attraverso le fibre, procede in modo lineare, andando a urtare la fibra e rimanendone attaccata
- effetto di diffusione: le particelle submicroniche risentono del moto browniano e urtano e rimbalzano fino al momento in cui non si avvicinano alle pareti dei pori e vengono bloccate
- azione elettrostatica: si presenta quando le particelle di polvere hanno la capacità di accumulare una carica elettrostatica di segno contrario a quella del mezzo filtrante. Esse vengono così attirate sulle superfici dei pori ed il grado di separazione del mezzo filtrante viene aumentato.